# 加拉托内
加拉托内（義大利語：Galatone），是意大利莱切省的一个市镇。总面积46平方公里，人口15850人，人口密度344.6人/平方公里（2009年）。ISTAT代码为075030。